# Arthur Mohns
Arthur Mohns (Berlino, 4 dicembre 1896 – 1960) è stato un calciatore tedesco, di ruolo difensore e centrocampista.